# شچونوو
شچونوو (به لهستانی:  Szczonów) یک روستا در لهستان است که در گمینا ژرکوو واقع شده‌است.